# Frank E. Flowers
Frank Ewen Flowers Jr. (* August 1979 auf den Cayman Islands) ist ein britischer Filmregisseur, -produzent und Drehbuchautor.

## Leben
Flowers wurde als Sohn von Frank Sr. und Eve Flowers auf den Cayman Islands geboren und ist dort aufgewachsen. Er ist der Enkel des Geschäftsmanns Clarence Flowers und hat eine jüngere Schwester namens Dara. Ursprünglich erhoffte sich seine Familie, dass er einen der Berufe der weitverzweigten Familienbetriebe auf den Cayman Islands erlernen würde. Er ist Absolvent der University of Southern California, wo er die USC School of Cinematic Arts besuchte.
Als Independentfilm-Regisseur und Drehbuchautor feierte er 2003 seinen Durchbruch mit dem Kurzfilm Swallow, der beim Sundance Film Festival vorgeführt wurde, von HBO erworben und mehrfach ausgezeichnet wurde. Im Jahr 2004 folgte der Spielfilm Haven, der 2006 in ausgewählten US-amerikanischen Kinos zu sehen war. Zudem drehte Flowers mehrere Musikvideos, darunter für Damian Marley, Ziggy Marley, Dwight Myers, Ironik, Jessica Lowndes sowie Jessica Sutta. Zusammen mit Sean Ellis schrieb er das Drehbuch zu dem 2013 veröffentlichten Film Metro Manila.
Flowers war die erste Person, die mit der Auszeichnung Rising Son der Caribbean Heritage Organization of America geehrt wurde.

## Filmografie (Auswahl)
- 2003: Swallow
- 2004: Haven
- 2023: Shooting Stars
- 2024: Bob Marley: One Love

## Auszeichnungen
- Rising Son der Caribbean Heritage Organization of America